# Nikolskije Marked
Nikolskije Marked er en handelsbygning i Sadovajagade i Sankt Petersborg. Bygningen blev opført i 1789, og en nutidig renovering har skabt en del røre.
I midten af 2000'erne kom der forslag om en omfattende renovering af bygningen, hvorunder dog facaden og gallerierne skulle bevares. Der kom modstridende oplysninger om, i hvor god stand bygningen faktisk var. Et projekt om at opføre et hotel i midten af bygningskomplekset blev planlagt, men samtidig blev markedet udnævnt til at være en bevaringsværdig bygning. 
59°55′15″N 30°18′06″Ø / 59.9208°N 30.3017°Ø